# Слуды (Тверская область)
Слуды — деревня в Весьегонском муниципальном округе Тверской области.

## География
Деревня находится в северо-восточной части Тверской области на расстоянии приблизительно 10 км на северо-запад по прямой от районного центра города Весьегонск на правом берегу Моложского плёса Рыбинского водохранилища.

## История
Известна с 1506 года как пожалование угличского князя Дмитрия Ивановича Симонову монастырю. Дворов было 24(1859 год), 45 (1889), 44 (1931), 36(1963), 14 (1993), 9 (2008
,. До 2019 года входила в состав Ёгонского сельского поселения до упразднения последнего.

## Население
Численность населения: 168 человек (1859), 251 (1889), 191 (1931), 89(1963), 18 (1993),, 1 (русские 100 %) в 2002 году, 1 в 2010.